# عملية نبع السلام
الهجوم التركي على شمال شرق سوريا (تشرين الأول/أكتوبر 2019)، الذي أطلقت عليه تركيا اسم عملية نبع السلام (بالتركية: Barış Pınarı Harekâtı)، هي عملية عسكرية وغزو للأراضي السورية، قامت بها القوات المسلحة التركية وفصائل المعارضة المتحالفة معها ضد المناطق الخاضعة لنفوذ قوات سوريا الديمقراطية.
بدأت العملية العسكرية في 9 أكتوبر 2019 عندما شنت القوات الجوية التركية غارات جوية على البلدات السورية الحدودية. وذلك بعد أن بدأت القوات الأمريكية بالانسحاب من شمال شرق سوريا، بعد عدّة أعوام من تدخلها العسكري في الحرب الأهلية المندلعة في البلاد، حيث كانت تدعم قوات سوريا الديمقراطية ذات الغالبية الكردية في حربها على تنظيم الدولة الإسلامية (داعش).
تم الإبلاغ عن انتهاكات لحقوق الإنسان، حيث صرحت منظمة العفو الدولية بأنها جمعت أدلة تشير إلى أن القوات التركية والمجموعات المسلحة المدعومة منها قد «أبدت تجاهلًا مخزيًا للحياة المدنية، وارتكبت انتهاكات جسيمة وجرائم حرب، بما في ذلك القتل المتعمّد والهجمات غير القانونية التي أدّت لقتل وجرح المدنيين».
وفقًا للرئيس التركي رجب طيب أردوغان، فإن العملية تهدف إلى طرد قوات سوريا الديمقراطية -التي تعتبرها تركيا منظمة إرهابية بسبب علاقاتها مع حزب العمال الكردستاني، لكن التحالف الذي تقوده الولايات المتحدة يعتبرها حليفًا ضد داعش- من المنطقة الحدودية وذلك لإنشاء «منطقة آمنة» بعمق 30 كيلومتر (20 ميل) في شمال سوريا حيث ستتمّ إعادة توطين نحو 3.6 مليون لاجئ سوري يعيشون في تركيا. ونظرًا لأن الأكراد السوريين يتركزون بشكل كبير في منطقة الاستيطان المقترحة، التي تضم تركيبة عرقية متنوعة، فقد تم انتقاد الخطّة التركية باعتبارها تهدف لإجراء تغيير ديموغرافي، وهو ما نفته تركيا بقولها أن العملية تهدف فقط إلى «تصحيح» التركيبة السكانية التي يزعم المسؤولون الأتراك أنه قد تم تغييرها من قبل القوات الكردية.
تعرّضت العملية التركية للإدانة على نطاق واسع من قبل المجتمع الدولي بينما أعلنت فقط دول قليلة عن دعمها لها. وقد شدّدت روسيا على موقفها من رفض العملية وقامت بنشر قواتها في الشمال، رغمَ اعترافها سابقًا بـ «حق تركيا في الدفاع عن نفسها». فرضت دول مختلفة حظرًا على تصدير الأسلحة إلى تركيا، بينما فرضت الولايات المتحدة عقوبات على الوزارات التركية وكبار المسؤولين الحكوميين ردًا على الهجوم. وبالمثل، فإن أوامر ترامب بالانسحاب المفاجئ للقوات الأمريكية من سوريا قد تمت إدانته على نطاق واسع باعتباره خيانة خطيرة للأكراد وضربة كارثية لمصداقية الولايات المتحدة.
أدانت الحكومة السورية الهجوم التركي قائلةً أنّه غزو واحتلال، وألقت باللوم على القوات الكردية بسبب عدم مصالحتها مع الحكومة، متهمّة إياها بالتحضير لخطط انفصالية. ومع ذلك، بعد بضعة أيام، توصلت قوات سوريا الديمقراطية إلى اتفاق مع الحكومة السورية، سمح للجيش السوري بدخول مدينتي منبج وعين العرب اللتان تسيطر عليها وحدات حماية الشعب الكردية، في محاولة لحماية البلدات من العملية التركية. وبعد ذلك بفترة وجيزة، أعلنت الوكالة العربية السورية للأنباء (سانا) أن الجيش السوري بدأت بالانتشار في شمال البلاد. وقد شنّت تركيا والقوات التابعة لها هجومًا للاستيلاء على منبج في نفس اليوم.
في 17 أكتوبر 2019، أعلن نائب الرئيس الأمريكي مايك بنس أن الولايات المتحدة وتركيا قد توصّلا إلى اتفاق يقضي بوقف العملية العسكرية التركية لمدة 5 أيام من أجل انسحاب قوات سوريا الديمقراطية من منطقة آمنة مقترحة جنوب الحدود التركية. وفي 22 أكتوبر 2019، توصل الرئيسان الروسي فلاديمير بوتين والتركي رجب طيب أردوغان إلى اتفاق آخر لتمديد وقف إطلاق النار لمدة 150 ساعة إضافية من أجل إكمال قوات سوريا الديمقراطية لانسحابها مسافة 30 كيلومترًا بعيدًا عن المنطقة الحدودية، وكذلك من مدينتي تل رفعت منبج. كما تضمن الاتفاق تسيير دوريات مشتركة بين روسيا وسوريا من جهة وتركيا من جهة أخرى، على بعد 10 كيلومترات من الجانب السوري للحدود باستثناء مدينة القامشلي. بدأ وقف إطلاق النار الجديد في 23 أكتوبر الساعة 12 ظهرًا بالتوقيت المحلي.

## الجدول الزمني للعملية

خريطة متحركة تُظهر تقدّم قوّات الجيش التركي أثناء غزوها الأراضي السورية (بالأخضر)، مناطق قوات سوريا الديمقراطية (بالأصفر)، مناطق انتشار الجيش السوري (بالأحمر)، مناطق مشتركة بين الجيش السوري وقوات سوريا الديمقراطية (بالبرتقالي)

في 6 تشرين الأول/أكتوبر 2019 أمرت إدارة الرئيس الأميركي دونالد ترامب القوات الأمريكية بالانسحاب من شمال شرق سوريا، حيث كانت الولايات المتحدة وقوات التحالف الدولي تتواجد بصورة غير شرعية في المناطق الخاضعة لسيطرة قوات سوريا الديمقراطية، التي تتبع الإدارة الذاتية لشمال وشرق سوريا.
بدأت العملية في 9 أكتوبر 2019، حيث استهدفت الغارات الجوية التركية ومدافع الهاوتزر مُدن تل أبيض، القامشلي، عين عيسى ورأس العين الحدوديّة، ممّ أدّى إلى فرار آلاف المدنيين.
صرّح المتحدث باسم قوات سوريا الديمقراطية بأن تركيا كانت تستهدف المدنيين. قامت وحدات حماية الشعب بالرد عبر إطلاق ستة صواريخ على مدينة نصيبين التركية، كما ذُكر أن صاروخين ضربا بلدة سيلانبار التركية. كما أعلنت قوات سوريا الديمقراطية أنها ستوقف العمليات العسكرية ضد داعش بسبب بدء الهجوم التركي، وذكرت أن اثنين من المدنيين قُتلوا. رداً على الغارات الجوية، دعت قوات سوريا الديمقراطية الولايات المتحدة إلى إنشاء منطقة حظر جوي فوق شمال سوريا.

### الهجوم البري
بحلول نهاية اليوم، أعلن الجيش التركي أن المرحلة البرية من العملية قد بدأت من ثلاث نقاط بما فيها تل أبيض.

### 10 أكتوبر 2019
قبل فجر يوم 10 أكتوبر 2019 بدأ الجيش التركي رسميا الهجوم البري ضد قوات سوريا الديمقراطية؛ كما أعلنت تركيا أن قواتها أصابت ما يصل إلى 181 هدفًا في شمال سوريا، وأن 14000 من الجيش الوطني السوري المدعوم منها، يضمّمون جماعة أحرار الشرقية، فرقة السلطان مراد، فرقة حمزة، يشاركون في الهجوم. وقالت قوات سوريا الديمقراطية إنها صدت تقدمًا تركيًا إلى تل أبيض. في وقت لاحق من اليوم، ورد أن اشتباكات اندلعت بين قوات سوريا الديمقراطية والقوات التركية بالقرب من مدينة الباب في ريف حلب. تقدمت القوات التي تقودها تركيا في منطقة تل أبيض واستولت على قريتي تاباتين والمشرفة.  في عصر اليوم أعلنت تركيا السيطرة على 11 قرية. مع استمرار القتال حول تل أبيض، أعلنت قوات المعارضة أنها استولت على قرى مشرفه والحاوي وبرزان وحاج علي ومزرعة شرقي المدينة. خلال الغارات الجوية التركية، ذكرت قوات سوريا الديمقراطية أن سلاح الجو التركي أصاب سجنا كان يحتجز مقاتلي داعش. ذكرت وسائل الإعلام التركية في وقت متأخر من المساء أن 174 من مقاتلي وحدات حماية الشعب قد أصيبوا أو أسروا. صرح رجب طيب أردوغان في ذلك اليوم أن 109 من مقاتلي قوات سوريا الديمقراطية قتلوا في العملية بالإضافة إلى عدد غير محدد من المقاتلين الذين أصيبوا وأسروا. في خطاب ألقاه أمام المشرعين من حزب العدالة والتنمية، هدد الرئيس التركي أيضًا بإغراق أوروبا بـ 3.6 مليون لاجئ سوري إذا استمرت الدول الأوروبية في انتقاد العملية العسكرية، لا سيما إذا وصفوها بأنها غزو.
فرّ 70,000 شخص من البلدات الحدودية في مناطق سيطرة قوات سوريا الديمقراطية إثر القصف التركي.
وفقًا لوزارة الدفاع التركية، قُتل جندي تركي على أيدي وحدات حماية الشعب.

### 11 أكتوبر 2019
قُتل ثلاثة مدنيين في مدينة سروج التركية جراء قصف قوات سوريا الديمقراطية. ورداً على الهجوم، قصفت تركيا كوباني (عين العرب)، التي تقع على الجانب المقابل من الحدود لمدينة سروج. لقي ثمانية مدنيين مصرعهم في وقت لاحق من نفس اليوم في نصيبين وأصيب 35 آخرون في هجوم بقذائف الهاون من قوات سوريا الديمقراطية، مما رفع إجمالي عدد المدنيين الذين قتلوا جراء قصف قوات سوريا الديمقراطية في تركيا إلى 18، وفقًا لمصادر تركية.
قُتل سبعة مدنيين في سوريا على أيدي القوات التركية في منطقة تل أبيض، بينهم ثلاثة قتلوا برصاص قناصة أتراك وفقًا للمرصد السوري لحقوق الإنسان.
كما أعلنت وزارة الدفاع التركية، أن ما مجموعه 399 من مقاتلي قوات سوريا الديمقراطية قد قُتلوا أو أُسروا أو جُرحوا منذ بدء العملية العسكرية التركية.
ذكرت ميليشيا «الجيش الوطني» أنها استولت على قرية حلاوة الواقعة جنوب شرق تل أبيض. أعلنت القوات التركية السيطرة على تل حلف في وقت لاحق اليوم وأصدرت فيديو من داخل المدينة.
في مدينة القامشلي، أسفر انفجار سيارة مفخخة يشتبه في أنه من إعداد داعش عن مقتل خمسة مدنيين، بينما ضربت غارة مدفعية تركية سجنًا قريبًا، وهرب خمسة من أعضاء داعش، كانوا محتجزين سابقًا في سجون الإدارة الذاتية، وذلك وفقًا لقوات سوريا الديمقراطية.
في مدينة عين العرب، ذُكر أن قاعدة للقوات الخاصة الأمريكية تعرضت لقصف عنيف بالمدفعية التركية؛ لم ترد القوات الأمريكية، لكنها انسحبت بعد انتهاء القصف. وردت تركيا بإنكار أنها استهدفت القاعدة الأمريكية، بدلاً من ذلك أكدت أنها أطلقت النار على مواقع قوات سوريا الديمقراطية. وأثار البنتاغون مخاوف من أن الجيش التركي بين قوسين القوات الأمريكية المتمركزة في كوباني بنيران المدفعية.
في اليوم نفسه، أعلن مسلّحو تنظيم «جيش الإسلام» أنهم سينضمون إلى الهجوم تحت قيادة تركيا انطلاقًا من قواعدهم في شمال حلب.
ذكرت هيئة الإذاعة البريطانية أن 100 ألف شخص فروا من منازلهم في شمال سوريا. وقال الهلال الأحمر الكردي (هيفا سور) إنه كان هناك 11 وفاة مدنية مؤكدة حتى الآن. بينما الجيش التركي مقتل جندي منه وقال إن ثلاثة آخرين أصيبوا.
أعلنت وزارة التركي الدفاع الوطني أن ثلاثة جنود قتلوا من قبل وحدات حماية الشعب الكردية، اثنان منها لقوا مصرعهم في هجوم بقذائف الهاون على قاعدة عسكرية تركية في جزء تحتله تركيا من سوريا في شمال حلب. وبذلك يرتفع إجمالي عدد الجنود الأتراك الذين قتلوا خلال عملية الغزو إلى أربعة. ذكر المرصد السوري لحقوق الإنسان أن العدد الفعلي للجنود الأتراك الذين قتلوا في العملية كان ستة. وفي وقت لاحق من اليوم، أفاد المرصد أن ما لا يقل عن 12 من جنود حرس الحدود التركي إما قتلوا أو أصيبوا خلال مواجهات مع قوات سوريا الديمقراطية في كوباني.

### 12 أكتوبر 2019
أعلنت القوات المسلحة التركية والميليشيات التابعة لها وصولهما إلى الطريق السريع M4، على عمق 32 كم من الأراضي السورية وقطع خط الإمداد بشكل كامل بين منبج والقامشلي. كما أعلن الجيش السوري الحر أنه استولى على 18 قرية بالقرب من الطريق السريع M4، شرق الرقة.
أعلن وزير الداخلية التركي سليمان صويلو أنه تم إطلاق حوالي 300 قذيفة هاون على محافظة ماردين التركية من قبل وحدات حماية الشعب منذ بدء العملية.
في الساعة 12:00 (UTC + 03: 00)، أعلنت تركيا احتلالها مدينة رأس العين، ولكن قوات سوريا الديمقراطية نفت أن تركيا قد سيطرت على المدينة.

### 13 أكتوبر 2019
قام مسلحون من فصيل أحرار الشرقية المتطرفة المدعومة من تركيا، بإعدام هيفرين خلف، الأمين العام لحزب سوريا المستقبل. تم إعدامها إلى جانب تسعة مدنيين آخرين على الأقل جنوب تل أبيض بعد أن تم إيقاف مركباتهم من قبل مقاتلي أحرار الشرقية على الطريق السريع M4. اعترفت مصادر تركية بإعدامها، ووصفت خلف بأنها «إرهابي تم تحييده». ووصفت المصادر الغربية إعدامها بأنه «جريمة حرب بموجب القانون الدولي». في غضون ذلك، قال المتحدث باسم أحرار الشرقية أنّها قتلت لكونها «عميلةً للمخابرات الأمريكية».
أعلنت القوات المسلحة التركية وقوات المعارضة الاستيلاء على بلدة سلوك، الواقعة فيريف تل أبيض، في الصباح الباكر. وأكد المرصد السوري لحقوق الإنسان أن القوات التركية والقوات الموالية لها سيطرت بالكامل على سلوك، وأن الاشتباكات كانت تقترب من عين عيسى. كما ذكر المرصد أن القوات الموالية لتركيا قد استهدفت سيارة إسعاف في منطقة تل أبيض.
أفاد المرصد أيضًا أن قوات سوريا الديمقراطية كانت قد تمكنت من استعادة سيطرتها بالكامل على مدينة رأس العين بعد هجوم مضاد.

#### احتلال تل أبيض وقطع الطريق السريع M4 من قبل الجيش التركي
أعلنت القوات المسلحة التركي بعد ظهر اليوم أنها استولت على مركز مدينة تل أبيض. حيث استولت القوات المسلحة التركية وميليشيا «الجيش الوطني» بالكامل على تل أبيض في وقت متأخر من بعد ظهر اليوم وفقًا للمرصد السوري. كما قامت القوات المسلحة التركية بقطع الطريق السريع M4. أفادت مصادر تركية أيضًا أن قصف قوات سوريا الديمقراطية لمدينة جربلس المحتلة من تركيا أدى إلى مقتل مدنيين سوريين.
في ضوء تقدم القوات الموالية لتركيا في عين عيسى، ذكرت قوات سوريا الديمقراطية أن 785 شخصًا على صلة بتنظيم "داعش" قد فروا من معسكر اعتقال في المنطقة، كما ذكرت قوات سوريا الديمقراطية أن الهاربين تلقوا مساعدة من القوات الموالية لتركيا والغارات الجوية التركية. في المقابل، ذكرت تركيا أن قوات سوريا الديمقراطية أطلقت سراح سجناء داعش في سجن تل أبيض قبل وصول القوات التركية. أيد هذا البيان الرئيس الأمريكي دونالد ترامب، لكنه عارضه كبار المسؤولين الأمريكيين الذين صرحوا بأن قوات الجيش السوري الحر المدعومة من تركيا هم الذين أطلقوا سراح سجناء داعش. أخلت القوات الأمريكية قواعدها في بلدة عين عيسى وفقًا لصحيفة واشنطن بوست.
قال وزير الدفاع الأمريكي مارك إسبر أن الولايات المتحدة تخطط لإجلاء جميع الجنود الألف المتبقين من شمال سوريا. أبلغت الولايات المتحدة قوات سوريا الديمقراطية أيضاً عن نيتها الانسحاب من القواعد العسكرية في منبج وعين العرب وأنها انسحبت بالفعل من عين عيسى.

#### صفقة الحكومة السورية - قوات سوريا الديمقراطية
بعد فترة وجيزة من احتلال تل أبيض من قبل تركيا والقوات التابعة لها، تم التوصل إلى اتفاق بين الحكومة السورية وقوات سوريا الديمقراطية يسمح للجيش العربي السوري بدخول مدينتي عين العرب ومنبج لردع أي هجوم عسكري تركي محتمل في تلك المناطق.
وفي وقت لاحق، قال مستشار الرئيس التركي أردوغان، ياسين أكتي، إنه قد يكون هناك صراع بين الجيشين السوري والتركي، إذا حاولت الحكومة السورية دخول شمال شرق سوريا.
قال القائد الأعلى لقوات سوريا الديمقراطية مظلوم عبدي إنه على استعداد للتحالف مع الحكومة السورية من أجل إنقاذ السكان الأكراد في شمال سوريا من إبادة جماعية على يد تركيا.

### 14 أكتوبر 2019
أفادت الأنباء أن القوات الروسية والسورية قد نُشرت على خط المواجهة بين المناطق التي يسيطر عليها مجلس منبج العسكري التابع لقسد، ومجموعات درع الفرات التابعة لتركيا، في ريف حلب الشمالي، إضافة إلى نشر مزيد من القوات السورية على طول الحدود السورية التركية. بالإضافة إلى ذلك، ذكر المرصد السوري لحقوق الإنسان أن القوات الأمريكية في المنطقة كانت تحاول عرقلة الانتشار الروسي والسوري.
ذكر المرصد أن مواجهات عنيفة دارت في رأس العين وريفها عند الشريط الحدودي، حيث كانت القوات التركية تحاول تطويق المدينة تمامًا وقطع الطريق بينها وبين تل تمر، تحت غطاء من القصف المدفعي والغارات الجوية بهدف السيطرة على المدينة يوم 15 أكتوبر. وورد أن قصفًا جويًا وبريًا تركيًا قد استهدف منازل مدينة في بلدة الدرباسية الحدودية، وقد أدى ذلك إلى إصابة 4 من أفراد الطواقم الطبية.
صرح رئيس النظام التركي في مؤتمر صحفي بأن «تركيا قد تلقت ردًا إيجابيا من روسيا بشأن كوباني» وأن قواته في مرحلة التنفيذ لقرارها في دخول منبج. نشرت القوات المسلحة التركية قوات إضافية على خط الجبهة في منبج اعتبارًا من الليلة السابقة وفقًا لمصادر تركية. قال وزير الدفاع التركي خلوصي آكار إن تل أبيض ورأس العين يخضعان للسيطرة التركية وأن الأعمال جارية في المنطقة بأسرها.
وقد بدأت القوات المسلحة السورية بالانتشار في بلدتي الطبقة وعين عيسى بريف الرقة، وتل تمر بريف الحسكة، وما يقارب 6 كم من الحدود التركية السورية. كما سيطرت على مقر اللواء 93 جنوب عين عيسى، وكذلك بلدة الجرنية شرق الفرات. كما قام الجيش السوري بالسيطرة على سد الطبقة. يُقال أن العلم الوطني السوري رُفع للمرة الأولى منذ سنوات في عدة بلدات وقرى في محافظة الحسكة، مثل مدينة اليعربية.
أعلن «المجلس العسكري لجرابلس» التابع لقوات سوريا الديمقراطية استهداف سيارة جنوب جرابلس بصاروخ موجه مما أسفر عن مقتل شخصين بالتزامن مع عملية اغتيال استهدفت أعضاء من الفصائل الموالية لتركيا جنوب مدينة أعزاز.
شنّت القوات المسلحة التركية والقوات الموالية لها عملية عسكرية للاستيلاء على منبج في وقت متأخر بعد ظهر اليوم. وتمكنت من السيطرة على 3 قرى في ريف منبج بعد وقت قصير من بدء العملية وفقًا لمصادر تركية. في الوقت نفسه، ذكرت وسائل الإعلام السورية أن الجيش السوري بدأ يدخل البلدة.

#### بداية الانسحاب الأمريكي الكامل من شمال شرق سوريا
في وقت لاحق من اليوم، أعلن الرئيس الأمريكي دونالد ترامب أن جميع الأفراد الأمريكيين سوف ينسحبون من سوريا باستثناء العاملين في قاعدة التنف جنوب شرق سوريا.

### 15 أكتوبر 2019
أفاد المرصد السوري لحقوق الإنسان أنه تم تنفيذ هجوم مضاد من قبل قوات سوريا الديمقراطية في الضواحي والريف الغربي لمدينة رأس العين، وتمكنت من تحقيق تقدم في المنطقة حيث استعادت 3 مناطق فُقدت سابقًا.
قُتل مدنيان وجُرح 12 آخرون في بلدة دنيصر بتركيا بعد هجوم بقذائف الهاون من قوات سوريا الديمقراطية حسب المصادر التركية.
قال أردوغان، متحدثًا في المجلس التركي في باكو: «إننا نعلن الآن عن إنشاء منطقة آمنة على بعد 444 كم من الغرب إلى الشرق و 32 كم من الشمال إلى الجنوب، والتي سيعود إليها اللاجئون في بلدنا». وقال أيضًا أن ما مجموعه 1,000 كيلومتر مربع (390 ميل2) من الأراضي السورية قد تمت السيطرة عليها من قبل الجيش التركي ومرتزقته منذ بدء العملية. كما زعم الرئيس أردوغان أن جنديًا تركيًا قد قُتل في منبج بنيران مدفعية الجيش السوري وأنه «كانت هناك نيران انتقامية شديدة للهجوم مما جعل النظام يدفع ثمنًا باهظًا».
بدأت قوات الجيش السوري في الدخول إلى مدينة منبج، ولكن عند تقدمها نحو عين العرب قامت القوات الأمريكية التي لم تنسحب بعد، بمنعها من ذلك، مما أدى إلى عودة أرتال الجيش إلى منبج. في وقت لاحق، صرّح أردوغان بأن دخول الجيش السوري منبج «ليس سلبيًا طالما يتم تنظيف المنطقة من الإرهابيين».

### 16 أكتوبر 2019
ذُكر أن القوات الجوية التركية قصفت القرى المحيطة بالطريق M4 في منطقة الجزيرة، بينما تسبب القصف التركي على المنشآت الحيوية في انقطاع التيار الكهربائي، ونقص المياه في مدينة الحسكة لمدة 5 أيام. وقد استمرت المواجهات إلى الغرب من عين عيسى إذ حاولت قوات سوريا الديمقراطية شن هجوم مضاد وتمكنت من استعادة موقعين بنجاح. كما اندلعت اشتباكات داخل معسكر وحدات حماية الشعب في عين عيسى بين عائلات أفراد تنظيم الدولة الإسلامية، والمدنيين النازحين من الغزو التركي، مما أسفر عن مقتل شخصين، استنادًا لتقرير المرصد.
ووردت أنباء عن غارات من قبل القوات الجوية التركية على رأس العين، مع معارك عنيف على الأرض، مما أدى لسقوط ضحايا مدنيين. وقد شنّت القوات التركية والفصائل التابعة لها هجومًا واسع النطاق وتمكّنت من التقدم إلى أجزاء من مدينة رأس العين. أعلن الرئيس التركي أردوغان أن تركيا سيطرت على مساحة 1200 كيلومتر مربع منذ بدء العملية.

#### الولايات المتحدة تنسحب وتدمر مقراتها
بعد انسحاب القوات الأمريكية من قاعدتها الجوية بالقرب من خراب عشك جنوب كوباني، قصفتها ودمرتها بغارات جوية في صباح يوم 16 أكتوبر. كانت القاعدة الجوية أكبر قاعدة أمريكية في سوريا، حيث كانت طائرات C-130 وكذلك طائرات النقل الثقيل C-17 قادرة على الهبوط فيها. أعلن المتحدث باسم مكتب عملية العزم الصلب في وقت لاحق من اليوم أن القوات الأمريكية انسحبت من «قاعدة لافارج» ودمّرتها، وكذلك من مدينتي الرقة والطبقة حيث قال المتحدث: «في 16 أكتوبر، بعد مغادرة جميع أفراد التحالف والمعدات التكتيكية الأساسية، أجرت طائرتان من طراز F-15Es غارة جوية دقيقة مخططة مسبقًا في قاعدة لافارج لتدميرها».
انتشر الجيش الروسي بالقرب من كوباني في 16 أكتوبر بعد ظهر اليوم بعد عبوره «جسر قارة القوزاق» من منبج إلى شرق نهر الفرات. وقد أكملت قوات الجيش السوري انتشارها في عين عيسى، شمال الرقة. وبحسب ما ورد دخل الجيش السوري مدينة كوباني عند حلول الظلام.

### 17 أكتوبر 2019
حاصرت القوات التركية حوالي نصف أحياء مدينة رأس العين واستولت عليها بعد أن دخل جنودها البلدة وقطعوا الطرق المؤدية إليها وسط اشتباكات عنيفة مع قوات سوريا الديمقراطية.
صرّح وزير الداخلية التركي سليمان صويلو أنه تم إطلاق أكثر من 980 قذيفة هاون وصاروخ على تركيا من قبل قوات سوريا الديمقراطية منذ بدء العملية مما أسفر عن مقتل 20 مدنياً.

#### 120 ساعة وقف إطلاق النار
في 17 أكتوبر 2019، توصل نائب الرئيس الأمريكي مايك بنس والرئيس التركي رجب طيب أردوغان إلى اتفاق لتنفيذ وقف إطلاق النار لمدة 120 ساعة (حوالي 5 أيام) في شمال سوريا للسماح لقوات سوريا الديمقراطية بالانسحاب من منطقة آمنة محددة،  تمتد من الحدود التركية السورية شمالًا إلى 20 ميلاً (32 كم) جنوبًا. صرح مايك بنس أنه بمجرد توقف العملية العسكرية بالكامل، سيتم رفع جميع العقوبات المفروضة على تركيا من قبل الولايات المتحدة ولن تكون هناك عقوبات أخرى. وفقًا لبيان أمريكي، سيتم فرض المنطقة الآمنة بشكل أساسي من قبل القوات المسلحة التركية دون مشاركة أي قوات أمريكية. وُصف اتفاق وقف إطلاق النار هذا بأنه خيانة أمريكية أخرى للأكراد، واستسلام كردي لتركيا، من قبل العديد من المعلقين والمسؤولين الأمريكيين.
بينما قال وزير الخارجية التركي بأن الاتفاق ليس وقفًا لإطلاق النار، وإنما هو «وقفة مؤقتة للسماح للقوات الكردية بالانسحاب من المنطقة الآمنة المحددة، وبعد ذلك سيتم إنهاء العملية العسكرية، وإذا لم يكتمل الانسحاب فستستمر العملية». قال قائد قوات سوريا الديمقراطية مظلوم كوباني أنّهُ قَبِل اتفاق وقف إطلاق النار في المنطقة الواقعة بين تل أبيض ورأس العين.
صرح القائد السياسي الكردي السوري صالح مسلم: «شعبُنا لا يريد هذه الحرب. نرحب بوقف إطلاق النار، لكننا سندافع عن أنفسنا في حالة وقوع أي هجوم ... وقف إطلاق النار شيء والاستسلام شيء آخر، ونحن على استعداد للدفاع عن أنفسنا. لن نقبل احتلال شمال سوريا.»

## ما بعد وقف إطلاق النار

### 18 أكتوبر 2019
ساد الهدوء الحذر في شرق الفرات في صباح يوم 18 أكتوبر مع اشتباكات بسيطة في مدينة رأس العين المحاصرة من القوات التركية. وقد اتّهمت قوات سوريا الديمقراطية، تركيا، بانتهاك وقف إطلاق النار وقصف المناطق المدنية في رأس العين.
أعلنت تركيا أنها تهدف إلى إنشاء 12 مركز مراقبة في منطقتها الآمنة، حيث قال الرئيس أردوغان أن «تركيا سترد إذا قامت الحكومة السورية بتصرف خاطئ».

### 19 أكتوبر 2019

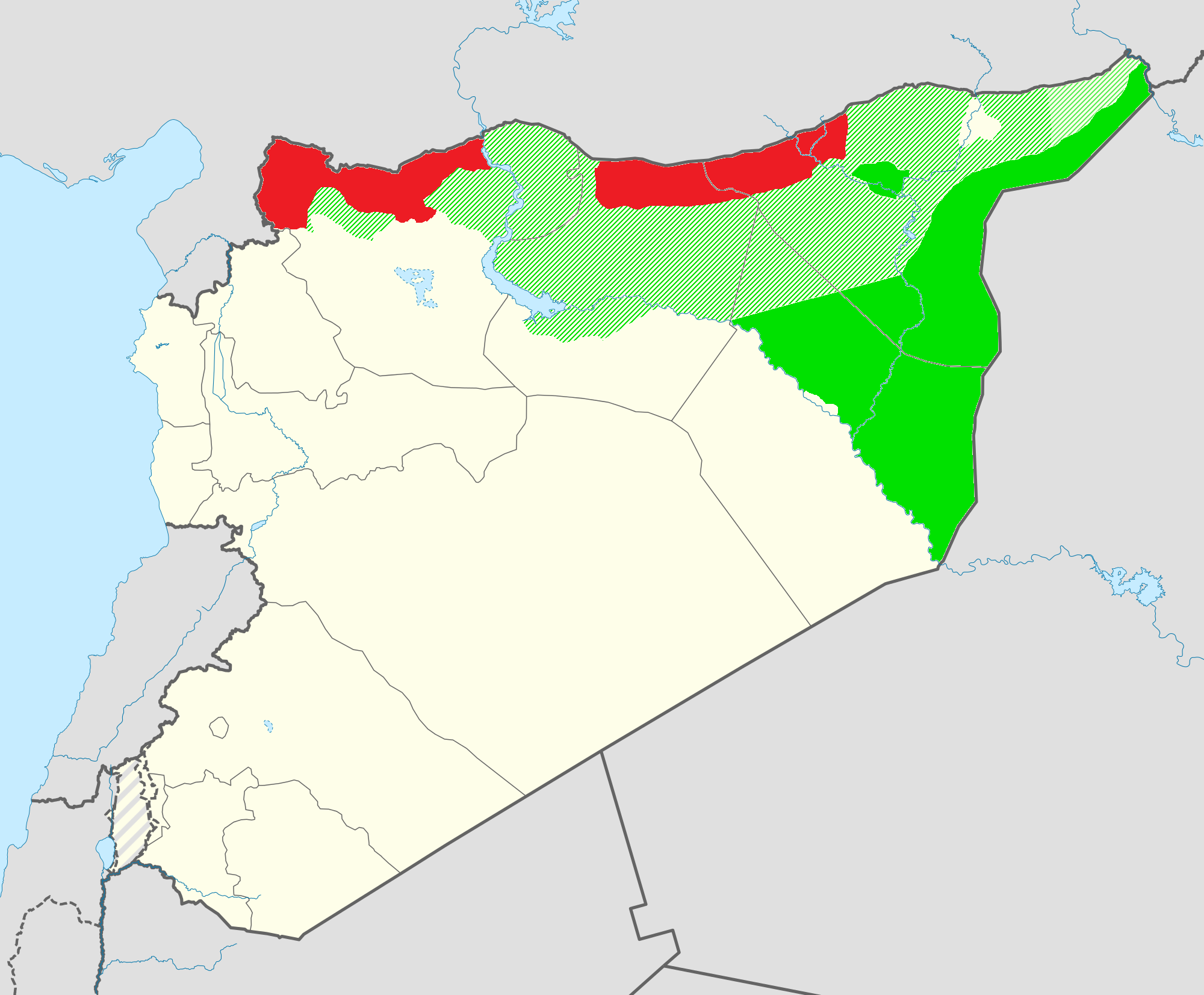
الأراضي الخاضعة لسيطرة قوات سوريا الديمقراطية (بالأخضر) والأراضي الخاضعة لسيطرة القوات التركية (بالأحمر) في أكتوبر 2019.

لم تنسحب قوات سوريا الديمقراطية من أي موقع شرق الفرات على الرغم من مرور 37 ساعة على الاتفاق الأمريكي التركي لتعليق العملية العسكرية التركية لمدة 120 ساعة.منذ بدء العملية، استولت القوات المسلحة التركية وحلفاؤها على مساحة 2,419 كيلومتر مربع (934 ميل2). اتّهم الجانبان بعضهما البعض بانتهاك وقف إطلاق النار، وذكرت قوات سوريا الديمقراطية أن القوات التركية منعت وصول المساعدات الطبية إلى رأس العين، الأمر الذي أكدّه المرصد السوري لحقوق الإنسان. قال مسؤولون أميركيون أن «وقف إطلاق النار غير مستقر». في فترة ما بعد الظهر، قالت قوات سوريا الديمقراطية إن قافلة مساعدات قد تم السماح لها بالدخول لرأس العين.

### 20 أكتوبر 2019

#### قوات سوريا الديمقراطية تنسحب من رأس العين
زعمت وزارة الدفاع التركية أن جنديًّا تركيًا قد قُتل في هجوم بقذائف الهاون بالقرب من تل أبيض نفّذته وحدات حماية الشعب الكردية، بينما زعمت قوات سوريا الديمقراطية أن 16 مقاتلاً من مقاتليها قد قُتلوا على أيدي القوات التركية. انسحبت قوات سوريا الديمقراطية بالكامل من رأس العين بالتزامن مع خروج قافلة المساعدات الطبية التي دخلت مسبقًا. واصل الجانبان اتهام الطرف الآخر بانتهاك وقف إطلاق النار.

#### استمرار عمليات الإخلاء الأمريكية
انسحبت القوات الأمريكية من قاعدتها الجوية بالقرب من صرين وكذلك من قاعدتها الجوية بالقرب من تل بيدر ودمرّتها. انسحبت القوات الأمريكية أيضًا بشكل كامل من ريفي حلب والرقة وفقًا لما قالته قوات سوريا الديمقراطية. في أكبر حركة برية، تحركت قافلة أمريكية تضم حوالي 500 فرد من شمال سوريا شرقًا باتجاه حدود العراق. أثناء انسحابها، ألقى السكان منتجاتً فاسدة على العربات العسكرية
الأمريكية، كما قاموا بإهانة الجنود الأمريكيين مظهرين شعورًا بتعرّضهم للخيانة.
فضّل الرئيس الأمريكي دونالد ترامب ترك مجموعة من 200 إلى 300 جندي أمريكي في محافظة دير الزور شرق سوريا حيث توجد غالبية حقول النفط، بحسب ما قالته صحيفتي وول ستريت جورنال ونيويورك تايمز. ومع ذلك، ذكرت قوات سوريا الديمقراطية أن «الحقول بقيت في أيدينا. لدينا اتفاق مع الحكومة لمنحها بعضًا من مواقعنا على طول الحدود التركية، لكننا لم نتفاوض معها بشأن حقول النفط بعد. ربما ستكون هناك سيطرة مشتركة وتقاسم للإيرادات مع النظام في هذه المجالات. لا نعرف إذا كان ترامب يتفهّم هذا».

### 21 أكتوبر 2019
أفاد المرصد السوري باستمرار انتهاكات وقف إطلاق النار على الرغم من انسحاب قوات سوريا الديمقراطية من رأس العين، حيث استهدفت طائرة بدون طيار تركية، مركبة تقل 4 أفراد من قوات سوريا الديمقراطية بالقرب من عين عيسى، مما أسفر عن مقتل جميع المقاتلين. شهدت منطقة أبو راسين، شرق رأس العين، اشتباكات عنيفة وقصف كثيف من قبل تركيا.
في أعقاب انسحاب قوات سوريا الديمقراطية من رأس العين، كانت هناك روايات واسعة عن أعمال النهب والسرقة وحرق المنازل وعمليات الاختطاف من قبل الميليشيات الموالية لتركيا، مع أمثلة موثّقة لأفراد من «فرقة الحمزة».
مرّت قافلة عسكرية أمريكية عبر معبر سيمالكا الحدودي إلى العراق في منتصف الليل، كجزء من عمليات سحب القوات الأمريكية.

### 22 أكتوبر 2019
صرح وزير الدفاع الروسي سيرغي شويغو بأن روسيا ستحتاج إلى إرسال معدات وقوات إضافية ومعدات إلى سوريا للقيام بدوريات على الحدود. مع اقتراب الموعد النهائي لاتفاق وقف إطلاق النار الذي تم التوصل إليه بوساطة أمريكية لمدة 120 ساعة، صرّح شويغو أيضًا بأن الولايات المتحدة أمامها أقل من ساعتين للامتثال للاتفاقية (أي إزالة العقوبات المفروضة على تركيا)، واقترح أن تنسحب القوات الأمريكية من سوريا قبل انتهاء تلك الفترة.
قدّم السناتور الأمريكي ميتش ماكونيل قرارًا معارضًا لأوامر بالانسحاب من سوريا.
كشف جيمس جيفري، المبعوث الخاص للولايات المتحدة والتحالف الدولي إلى سوريا، أنه لم تتم استشارته أو التواصل معه مسبقًا بشأن انسحاب الولايات المتحدة من سوريا.

#### المذكرة الروسية التركية
في 22 أكتوبر 2019، التقى الرئيس الروسي فلاديمير بوتين والرئيس التركي رجب طيب أردوغان في سوتشي وتوصّلا إلى اتفاق حول الوضع في سوريا. ثم قاما بإصدار مذكرة من 10 نقاط تتضمن تفاصيل الاتفاقية.
وينصّ الاتفاق على أنه سيتم الحفاظ على الوضع القائم في المنطقة التي احتلّتها تركيا خلال هجومها، والتي تمتد على عمق 32 كم من الحدود شاملًة مدينتي تل أبيض ورأس العين. وابتداءً من الساعة 12:00 ظهرًا في 23 أكتوبر، ستدخل الشرطة العسكرية الروسية وحرس الحدود السوري إلى المناطق الحدودية السورية خارج منطقة عملية نبع السلام، لتسهيل إخراج وحدات حماية الشعب لمسافة 30 كيلومتراً من الحدود، ويجب الانتهاء من تلك العملية في غضون 150 ساعة. وبعد ذلك، ستبدأ الدوريات الروسية التركية المشتركة في غرب وشرق من المنطقة الخاضعة لسيطرة تركيا على عمق 10 كيلومترات من الحدود، باستثناء مدينة القامشلي. سيتم إخراج وحدات حماية الشعب كذلك من مديني منبج وتل رفعت.
أبلغ الرئيس الروسي بوتين، الرئيس السوري الأسد عن بنود الصفقة في مكالمة هاتفية. أعلنت الحكومة الروسية أن الأسد قد وافق على الاتفاقية وأنه مستعد لنشر حرس الحدود السوري على طول الحدود مع تركيا.
وفقًا للإعلام السوري الرسمي، أخبر الرئيس السوري الأسد خلال مكالمة هاتفية، الرئيس الروسي بوتين أن حكومته ترفض احتلال الأراضي السورية تحت أي ذريعة. وقد قالت الحكومة الروسية أن الأسد قد وافقَ على الاتفاقية وأنّه مستعد لنشر حرس الحدود السوري على الحدود مع تركيا. وصفَ الرئيس السوري بشار الأسد خلال زيارته منطقة حربية بريف إدلب، الرئيس التركي أردوغان بـ «لص سرق المعامل والقمح والنقط، واليوم يسرق الأرض»، كما هاجمَ قوات سوريا الديمقراطية متهمًا إياها بالتخاذل عن التصدي للهجوم التركي، وعن موقف الحكومة من الغزو التركي قال «لقد قلنا نحن مستعدون لدعم أي مجموعة تقاوم.. وهو ليس قرارًا سياسيًا، بل واجب دستوري ووطني.. وإن لم نقم بذلك لا نكون نستحق الوطن».

### 23 أكتوبر 2019
قال ترامب أن هناك وقفًا دائمًا لإطلاق النار في المنطقة، وبالتالي سيتم رفع العقوبات المفروضة على تركيا، لكنه أضاف أيضًا أن كلمة «دائم» محل شك في هذا الجزء من العالم. وانتقد المشرّعون الأمريكيون علانيةً قرار ترامب برفع العقوبات.
حثّ ديمتري بيسكوف، السكرتير الصحفي للرئيس الروسي، القوات الكردية على الانسحاب من الحدود السورية، قائلًا أن في حال عدم انسحابهم «سيتعين على حرس الحدود السوري والشرطة العسكرية الروسية التراجع من المنطقة تاركين الأكراد للتعامل مع الجيش التركي»، وذكرَ أن الولايات المتحدة خانتهم وتركتهم على الرغم من كونها أقرب حليف لهم في السنوات الأخيرة.
ذكرت مجلة نيوزويك بأن الولايات المتحدة تدرس وتستعد لنشر دبابات وقوات للحفاظ على السيطرة على حقول النفط في شرق سوريا. وعلى الرغم من أن الغرض المُعلن هو منع داعش من استعادة حقول النفط، فمن المحتمل أن تكون ذلك بمثابة جهد لمنع الحكومة السورية من استعادة هذه الحقول.

### 24 أكتوبر 2019
أفادت الوكالة العربية السورية للأنباء (سانا) أن القوات التركية والمقاتلين المتحالفين معها هاجموا مواقع الجيش السوري في محيط تل تمر، مما أدى إلى تكبّد الفصائل المُهاجمة لخسائر بينما ذكرَ المرصد السوري لحقوق الإنسان أن الفصائل المسلحة الموالية لتركيا قامت بإعدام جندي سوري ذبحًا قُرب تل تمر، وأفاد أيضًا بوقوع اشتباكات بين قوات سوريا الديمقراطية والمليشيات المدعومة من تركيا بالقرب من البلدة، وقالت قوات سوريا الديمقراطية إن ثلاثة من مقاتليها قد قُتلوا نتيجة لذلك.
قدم وزير الدفاع الألماني أنغريت كرامب كارينباور، خلال اجتماع لحلف شمال الأطلسي (الناتو) اقتراحًا لإنشاء منطقة أمنية خاضعة للمراقبة الدولية في شمال شرق سوريا. وقد رفض وزير الخارجية الروسي سيرغي لافروف فكرة وجود منطقة أمنية يسيطر عليها الناتو في سوريا.

### 25 أكتوبر 2019
قال وزير الدفاع الأمريكي مارك إسبر إن الولايات المتحدة سترسل مجموعة من قواتها، للدفاع عن حقوق النفط في شرق سوريا لمنع داعش من الوصول إليها، على حد قوله. من غير الواضح ما إذا كان الأكراد سيرحبون بالأميركيين مرة أخرى، بعد انسحاب الجنود الأمريكيين وترك المنطقة في مواجهة الجيش التركي، حيث علّقت المسؤولة في الإدارة الذاتية إلهام أحمد «إذا كان الوجود الأمريكي في المنطقة لن يفيدنا عندما يتعلق الأمر بالاستقرار، الأمن، وقف الإبادة الجماعية والتطهير العرقي، فلن يتم الترحيب بهم».
أعلنت وزارة الدفاع الروسية أن حوالي 300 عنصر من الشرطة العسكرية الروسية وصلوا إلى سوريا. ستقوم الشرطة العسكرية القادمة من منطقة الشيشان الروسية، بدوريات في المنطقة الحدودية وستساعد على انسحاب القوات الكردية منها.

### 26 أكتوبر 2019
قال رئيس النظام التركي أردوغان «إذا لم يتم تطهير هذه المنطقة من الإرهابيين في نهاية الـ 150 ساعة، فسنتعامل مع الموقف بأنفسنا وسنقوم بكل أعمال التطهير». كما اتهم أردوغان الاتحاد الأوروبي «بالكذب» عندما وعد بتوفير 6 مليارات يورو للمساعدة في إيواء وإطعام حوالي 3.6 مليون لاجئ سوري يقيمون في تركيا، إذ ذكر أن الاتحاد الأوروبي قدم نصف المبلغ الموعود به فقط، وأضاف أن تركيا أنفقت حوالي 40 مليار يورو. وحذّر من أن تركيا ستفتح حدودها أمام اللاجئين للذهاب إلى أوروبا إذا فشلت الدول الأوروبية في تقديم المزيد من الدعم المالي لعودة اللاجئين إلى سوريا.
توجهت قافلة أمريكية تضمّ مجموعة مركبات عسكرية، من جنوب القامشلي نحو حقول النفط في دير الزور. وكان المرصد السوري لحقوق الإنسان قد أبلغ عن وصول القافلة في وقت سابق من الأراضي العراقية. وصف الجنرال إيغور كوناشينكوف، المتحدث باسم وزارة الدفاع الروسية، الإجراءات الأمريكية بإرسال قوات وعربات مدرعة للسيطرة على النفط في شرق سوريا بأنها «قطع طرق على المستوى الدولي». تحدث وزير الخارجية الروسي سيرغي لافروف مع وزير الخارجية الأمريكي مايك بومبيو عن سوريا، حيث أكد الجانب الروسي على سيادة سوريا وسلامتها الإقليمية، وفقًا للبيان العام الروسي.
نشرت القوات المسلحة السورية أرتالًا عسكرية كبيرة في ثماني قرى بمنطقة رأس العين على طول الطريق السريع M4 القريب من الحدود السورية التركية.
أدت اشتبكات مسلحة بين بلدتي تل تمر ورأس العين إلى مقتل 9 مسلحين من القوات الموالية لتركيا و 6 من مقاتلي قوات سوريا الديمقراطية.

### 27 أكتوبر 2019
أصدرت قوات سوريا الديمقراطية بيانًا قائلًا: «تعيد قوات سوريا الديمقراطية انتشارها في مواقع جديدة بعيدًا عن الحدود التركية السورية في شمال شرق سوريا، وفقًا لشروط الاتفاقية من أجل وقف إراقة الدماء وحماية سكان المنطقة من الهجمات التركية».
انتشرَ الجيش السوري في عشرات القرى الجديدة في منطقة رأس العين وصولًا إلى الحدود السورية التركية. بينما اندلعت اشتباكات عنيفة بين الجيش السوري وقوات سوريا الديمقراطية من جهة، والقوات التركية والمجموعات المسلحة التابعة لها من جهة أخرى، في محيط بلدة أبو رأسين الواقعة بين رأس العين وتل تمر، حيث شنّت فصائل المُعارضة هجومًا على مواقع الجيش السوري بإسناد من طائرات مسيرة تركية. ذكرَ «المرصد السوري لحقوق الإنسان» أن الفصائل الموالية لتركيا دخلت قرية تل ذياب التي كانت خاضعة لسيطرة كل من القوات الكردية والحكومة السورية، حيث قام أحد عناصر الجيش الوطني السوري بالدهس على العلم الوطني السوري وتمزيقه.

## التفاهم بين الحكومة السورية والإدارة الذاتية
في 14 أكتوبر/ تشرين الأول 2019، أعلنت الإدارة الذاتية لشمال وشرق سوريا أن حكومة الرئيس بشار الأسد وافقت على إرسال جيشها إلى الحدود الشمالية، لمحاولة وقف الهجوم التركي على الميلشيات الكردية.
وحسب «الإدارة الذاتية لشمال وشرق سوريا»، فإنه «تم الاتفاق مع الحكومة السورية التي من واجبها حماية حدود البلاد والحفاظ على السيادة السورية كي يدخل الجيش السوري وينتشر على طول الحدود السورية التركية لمؤازرة قوات سوريا الديمقراطية لصد هذا العدوان وتحرير المناطق التي دخلها الجيش التركي».

## ردود الفعل

### تركيًا
أعلنت الأحزاب التركية الرئيسية كحزب الشعب الجمهوري وحزب الحركة القومية وحزب الخير وحزب السعادة تأييدها للعملية، فيما عارضها حزب الشعوب الديمقراطي الذي حذر من خطورة هذه العملية وقال أنها ستتسبب في استدراج تركيا لفخ خطير وعميق.
قامت السلطات التركية يوم الخميس 10 تشرين الأول/أكتوبر باعتقال رئيس تحرير موقع إخباري معارض في إطار حملة القمع ضد من ينتقدون العملية العسكرية التي شنتها في شمال سوريا. وذكرت وكالة الأناضول الرسمية للأنباء أنه تم اعتقال هاكان ديمير، وهو رئيس تحرير موقع «بيرغون» بتهمة «دعاية سوداء تحرّض على الكراهية والعداء» بسبب تغريدة له على موقع تويتر.
أصدرت المديرية العامة للأمن التركي قرارًا باعتقال 78 شخصًا بذريعة أنهم يقومون بتحريض الشعب على الكراهية والعداوة بالإضافة إلى نشر الأكاذيب بهدف تشويه سمعة القوات التركية التي تقوم بعملية نبع السلام.

### سوريًا
الحكومة
- أدانت الحكومة السورية الهجوم التركي، وذكرت بأن الهجوم يعتبر تعديًّا على السيادة السورية وخرقًا للقانون الدولي.[237]

المعارضة
- دعم الائتلاف الوطني السوري العملية في بيان أصدره بتاريخ 8 تشرين الأول 2019.[238]

الإدارة الذاتية
- ذكر الناطق باسم قوات سوريا الديمقراطية بأن الهجمات التي تنفذها تركيا على المنطقة ليست بالجديدة، فهم يفعلون ذلك منذ سنين، وذكر بأن القوات ستتحسب لأي هجوم على الأراضي السورية.[239]

### أمريكيًا
تم تقديم تشريع من قبل الحزبين الجمهوري والديمقراطي في الكونغرس الأمريكي لمعاقبة تركيا. ويشمل هذا التشريع:
1. فرض عقوبات على تجارة الأسلحة لتركيا.
2. عقوبات تطال قطاع الطاقة التركي.
3. تعليق المساعدات العسكرية الأمريكية لتركيا.
4. تعليق منح التأشيرات لدخول الأراضي الأمريكية ضد عدد من المسؤولين الأتراك.

وبحسب تصريحات السيناتور الجمهوري ليندسي غراهام والسيناتور الديمقراطي كريس فان هولن، فإن العقوبات ستستهدف كل من الرئيس التركي رجب طيب أردوغان ونائبه ووزير الدفاع الوطني ووزير الخارجية ووزير الاقتصاد ووزير التجارة ووزير الطاقة والثروات الطبيعية.
في 10 تشرين الأول/أكتوبر 2019، صرح الرئيس الأميركي دونالد ترامب بأن لديه ثلاثة خيارات للتعامل مع الوضع الراهن في منطقة شرق الفرات، إما الوساطة بين الأتراك والأكراد لإبرام اتفاق أو إرسال آلاف الجنود للسيطرة على الوضع أو توجيه ضربة مالية قوية لتركيا وفرض عقوبات عليها.

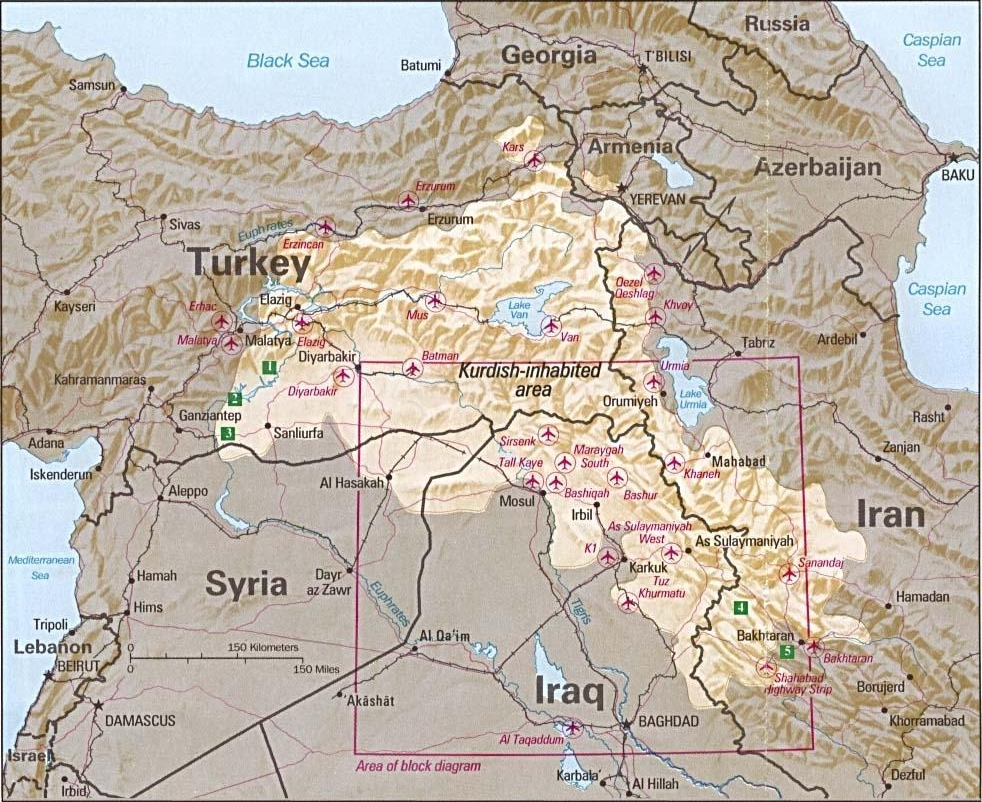
مناطق تواجد الأكراد حسب وكالة المخابرات المركزية الأمريكية في جيبين صغيرين شمال سورية

### دوليًا
- أعرب الأمين العام للأمم المتحدة أنطونيو غوتيريش عن قلقه من الأوضاع في شمال سوريا، وذكر أن على كل العمليات أن تتوافق مع القانون الدولي وأعراف القانون الإنساني الدولي ويجب ضمان أمن المدنيين والبنية التحتية المدنية.[242]
- - وصف الرئيس الأمريكي دونالد ترامب الهجوم التركي على شمال سوريا بالغزو،[243] مهدداً بمحو الاقتصاد التركي في حال القضاء على الأكراد في شمال سوريا.[244] وكانت القوات التركية قد بدأت عملياتها على خلفية إعلان ترامب سحب القوات الأمريكية من شمال سوريا.[245]
  - قال السيناتور الجمهوري ليندسي غراهام في تغريدة على تويتر: «سنقود جهودا في الكونغرس لجعل الرئيس التركي يدفع ثمنا باهظا».
  - قالت النائبة الجمهورية ليز تشيني إن تركيا «يجب أن تواجه عواقب شن هجمات بلا رحمة على حلفائنا الأكراد»، وأضافت تشيني: «إن الكونغرس لديه مخاوف من تعاون نظام اردوغان مع خصوم الولايات المتحدة مثل روسيا».
- دعت الممثلة الأعلى لسياسة الأمن والشؤون الخارجية في الاتحاد الأوروبي فيديريكا موغيريني: بالنيابة عن دول الاتحاد الأوروبي أدعو تركيا لايقاف عملياتها العسكرية في شمال سوريا.[246]
- حذر الأمين العام لجامعة الدول العربية أحمد أبو الغيط من العملية وذكر بأن هذه العملية تمثل انتهاكاً صارخاً للسيادة السورية ووحدة التراب السوري، وتفتح الباب أمام المزيد من التدهور في الموقف الأمني والإنساني.[247] وقال الأمين العام المساعد في الجامعة العربية حسام زكي: أن الجامعة العربية ستعقد اجتماع طارئ بطلب مصري لبحث العدوان التركي على سوريا.[248]
- ذكر الأمين العام لحلف شمال الأطلسي ينس ستولتنبرغ عن أمله بأن تكون العملية التركية في شمال سوريا محسوبة بدقة ومتناسبة وأضاف أنه من المهم عدم زعزعة استقرار المنطقة بشكل كبير.[249]
- - في اتصال هاتفي بين رئيس الوزراء البريطاني بوريس جونسون والرئيس التركي رجب طيب أردوغان، وصف الرئيس الوزراء البريطاني أن هذه العملية هي غزو ومعرباً عن قلقه الجاد منها.[250]
  - أعرب وزير الخارجية البريطاني دومينيك راب عن «القلق العميق» إزاء الهجوم، وقال إنه «يهدد بزعزعة استقرار المنطقة وزيادة معاناة المدنيين ووإضعاف الجهود في مواجهة تنظيم الدولة الإسلامية».
- أدان وزير الخارجية الفرنسي جان إيف لودريان العملية، وذكر في تويتر: أنّ هذه العملية «تقوّض الجهود الأمنية والإنسانية للتحالف ضدّ داعش، وقد تؤدي إلى الإضرار بأمن الاوروبيين».[251]
- حذر وزير الخارجية الألماني هايكو ماس من أن تؤدي هذه العملية إلى مزيد من زعزعة استقرار المنطقة، محذراً من صعود وعودة تنظيم الدولة الإسلامية مجدداً بعد هذه العملية.[252]
- طلب الرئيس الروسي فلاديمير بوتين من نظيره التركي أردوغان الحذر في ظل بدء عملية «نبع السلام» العسكرية التركية على مناطق سيطرة قوات سوريا الديمقراطية شرقي الفرات. وطلب منه الحذر كي لا تتضرر الجهود التي توصلت لها كل من أنقرة وطهران وموسكو في مبادرة أستانة لحل الأزمة السورية.[253]
- ذكر رئيس الوزراء الإيطالي جوزيبي كونتي أن العملية تمثل خطراً على استقرار المدنيين في المنطقة.[252]
- ذكر وزير الخارجية الهولندي ستيف بلوك بقيامه باستدعاء السفير التركي وذكر بأن هولندا تستنكر الهجوم التركي على شمال شرق سوريا، وندعو تركيا إلى عدم مواصلة السير في الطريق الذي تسلكه".[254]
- أعلن وزير الخارجية الإيراني محمد جواد ظريف عن معارضته للعملية العسكرية التركية في شمال سوريا وعبر عن كونه انتهاك للسيادة السورية،[255] وأعرب عن استعداد إيران للتوسط لحل الأزمة بين الحكومتين السورية والتركية.[256]
- أدان رئيس الجمهورية العراقي برهم صالح العملية التركية في شمال سوريا، حذر من أن تؤدي العملية إلى تصعيد الأزمة في المنطقة وإلى زيادة المعاناة الإنسانية وإلى عودة التنظيمات الارهابية.[257]
- حذر اقليم كردستان العراق من أن أي تصعيد قد يؤدي لعودة تنظيم الدولة الاسلامية من جديد.[258]
- أدانت الخارجية المصرية العملية التركية، وذكرت بأن العملية انتهاك للسيادة السورية وحذرت من القيام بعمليات تغيير ديمغرافي في المنطقة.[259]
- أدانت حكومة المملكة العربية السعودية العملية التركية، وذكرت بأن هذه العملية ستؤدي إلى نتائج سلبية على استقرار المنطقة.[260]
- ندد رئيس وزراء إسرائيل بنيامين نتانياهو بالعملية التركية، وحذر من القيام بعمليات تطهير عرقي ضد الأكراد في شمال سوريا من قبل الأتراك وحلفائهم.[261]
- اتصل رئيس وزراء باكستان عمران خان بالرئيس التركي وأعلن عن دعمه للعملية ودعا الله لنجاح العملية.[262]
- عطلت الولايات المتحدة وروسيا إصدار بيان من مجلس الأمن بعد مناقشة العملية العسكرية في جلسة بتاريخ 9 تشرين الأول 2019.[263]

## الأثر الإنساني
أبلغت السلطات والأطباء الأكراد السوريون عن عدد من المرضى المصابين بحروق خطيرة يبدو أنها ناجمة عن سلاح كيميائي، متهمين فيها تركيا باستخدام الفوسفور الأبيض الكيميائي لاستهداف الناس. وقال هاميش دي بريتون-غوردون، وهو قائد سابق للوحدة الكيميائية والبيولوجية والإشعاعية والنووية في المملكة المتحدة، عن الجروح التي تم عرضها عليه: «من الأرجح أن يكون الفاعل هو الفوسفور الأبيض». كما اتهمت السلطات الكردية السورية تركيا باستخدام النابالم.
وذكرت منظمة حظر الأسلحة الكيميائية أنها تدرك الحالة وتقوم بجمع معلومات عن الاستخدام المزعوم للأسلحة الكيميائية ولكنها حذرت من أنها لم تحدد بعد مصداقية هذه الادعاءات. وذكر المرصد السوري لحقوق الإنسان أنها لا تستطيع تأكيد استخدام النابالم أو الفوسفور الأبيض.
نفت تركيا جميع الاتهامات. وصرح وزير الدفاع التركي خلوصي آكار، ردا على هذه الادعاءات، أن الإرهابيين يميلون إلى استخدام الأسلحة الكيميائية لإلقاء اللوم على القوات المسلحة التركية، وذكر أنه من المعروف على نطاق واسع أن القوات المسلحة التركية لا تملك أية أسلحة كيميائية في مخزوناتها.
وذكرت منظمة العفو الدولية أنها جمعت أدلة على جرائم الحرب وغيرها من الانتهاكات التي ارتكبتها القوات التركية والسورية بدعم تركي، والتي قيل إنها «قد أبدت استهانة مخزية بحياة المدنيين، وارتكبت انتهاكات خطيرة، وجرائم حرب، بما في ذلك عمليات القتل بإجراءات موجزة والهجمات غير المشروعة التي أدت إلى مقتل المدنيين وإصابتهم بجراح».

### السكان والديموغرافيا
أشار إبراهيم قالين، المتحدث باسم الرئاسة التركية، إلى أنها لا تريد الحكومة السورية أو القوات الكردية في مناطق الحدود السورية، ولكنها تنوي أن تشرف تركيا على المنطقة. وقال أيضا إن تركيا تعتزم إعادة توطين ما يصل إلى مليوني لاجئ سوري، وهم حاليا في تركيا، الذين لن يعودوا إلى ديارهم إذا كانت هذه المناطق خاضعة لسيطرة إحدى هاتين القوتين.
ظهرت العديد من لقطات الفيديو والصور الفوتوغرافية حيث شوهدت قوات المتمردين السوريين المدعومين من تركيا وهم يرتكبون جرائم حرب وغيرها من الفظائع.
أُعدمت هفرين خلف، الزعيمة السياسية الكردية السورية، وغيرها من الأشخاص، من قبل مسلّحي تنظيم أحرار الشرقية المدعوم من النظام التركي. صرح روبرت كولفيل، المتحدث باسم مفوضية الأمم المتحدة لحقوق الإنسان، بأنه «يمكن اعتبار تركيا كدولة، مسؤولةً عن الانتهاكات التي ترتكبها الجماعات المسلحة التابعة لها، ما دامت تركيا تمارس سيطرة فعلية على هذه الجماعات، أو عن العمليات العسكرية التي وقعت خلالها تلك الانتهاكات [...] نحث السلطات التركية على الشروع فوراً في تحقيق نزيه وشفاف ومستقل في كلتا الحالتين، وإلقاء القبض على المسؤولين، الذين يُفترض أن يتم التعرف على بعضهم بسهولة من لقطات الفيديو التي شاركوها بأنفسهم على وسائل التواصل الاجتماعي».

### نزوح السكان
وفقًا للمرصد السوري لحقوق الإنسان، فإن عدد النازحين يتجاوز 300000 شخص وسط الأزمة الإنسانية والاشتباكات المسلحة. هربَ الكثير من الناس نحو كردستان العراق.
رداً على الانتقادات الأوروبية، هدّد أردوغان بأن تركيا «ستفتح الأبواب» لـ 3.6 مليون لاجئ موجودين حاليًا في أراضيها للذهاب إلى أوروبا إذا كان الأوروبيون يصفون عمليتها العسكرية بالغزو. يأتي ذلك في سياق قيام أوروبا بتوظيف دول أجنبية مثل تركيا للعمل كحرس حدود في سياسة الحدود الخارجية.
هناك مخاوف من حدوث تطهير عرقي للأكراد في المنطقة على يد الجيش التركي.

### سجناء داعش
هناك مخاوف من احتمال عودة تنظيم الدولة الإسلامية (داعش) إلى المنطقة، حيث تحرّكت قوات سوريا الديمقراطية، التي أجرت عمليات مكافحة الإرهاب ضد داعش وأسرت عددًا من مقاتليه وعائلاتهم، من أجل صد الهجوم التركي، وبالتالي فقدت السيطرة على المعتقلين. يوجد ما لا يقل عن 10,000 سجين من أعضاء تنظيم داعش، وأكثر من 100,000 من أفراد عائلات مقاتليه، في عدة مخيمات في شمال شرق سوريا. هناك عدد من معتقلي داعش من المقاتلين الأجانب، لكن وضعهم أصبح غير مطمئن بشكل متزايد بسبب الهجوم التركي، لأن دولهم ترفض استعادتهم. عندما سُئل عن الوضع بعد انسحاب القوات الأمريكية في شمال شرق سوريا، تجاهل الرئيس الأمريكي دونالد ترامب تهديد داعش، مشيرًا إلى أنهم «سوف يهربون إلى أوروبا وليس إلى الولايات المتحدة».
صرحت إلهام أحمد، المسؤولة الكردية السورية، أن قوات سوريا الديمقراطية شعرت بالخيانة من قبل حلفائها الأمريكيين بعد أن قاموا بتعرضيها لغزو القوات التركية التي تريد تدميرها، مشيرةً إلى أن هذه القوات لا تمتلك الموارد اللازمة للدفاع عن المنطقة ضد الهجمات التركية، أو الحفاظ على أمن مخيمات أسرى داعش. ومع ذلك، كما ذكر جيمس جيفري، المبعوث الأمريكي الخاص لسوريا في 23 أكتوبر/تشرين الأول، ما زالت جميع السجون التي كانت تحرسها قوات سوريا الديمقراطية مؤمنة تقريبًا، وما زال جنود قوات سوريا الديمقراطية يتواجدون هناك. قال قائد وحدات حماية الشعب مظلوم عبدي في 21 أكتوبر/تشرين الأول، أنه لا توجد أي سجون في المناطق التي تحتلها تركيا وأنه تم نقل جميع السجناء من تلك المناطق إلى السجون الخاضعة لسيطرة قوات سوريا الديمقراطية.
وفقًا لمصادر تركية، قامت قوات سوريا الديمقراطية بإطلاق سراح سجناء داعش من سجن في تل أبيض قبل أن تصل القوات التركية. كان هذا الادّعاء مدعومًا من قبل الرئيس الأمريكي دونالد ترامب، الذي صرح على تويتر بأن «الأكراد ربما يطلقون سراح بعض مقاتلي داعش لدفع الولايات المتحدة إلى التدخل». لكن مسؤولين أميركيين آخرين فنّدوا هذه الاتهامات ووصفوها بأنها لا أساس لها من الصحة. وذكروا أن قوات سوريا الديمقراطية لا تزال تدافع عن مخيماتها وتقوم بنقل محتجزي داعش إلى سجون في المناطق الجنوبية. كما أفادوا أن جماعات المعارضة التابعة لتركيا قامت بإطلاق سراح سجناء داعش عن قصد، والذين سبق أن احتجزتهم قوات سوريا الديمقراطية.
أشارات تقارير إلى أن ما لا يقل عن 750 فردًا من داعش كانوا محتجزين لدى قوات سوريا الديمقراطية، قد هربوا من مخيمات النازحين في عين عيسى بعد القصف التركي في 13 أكتوبر 2019. في 23 أكتوبر، صرح جيمس جيفري أن أكثر من 100 سجين من داعش قد فروا ولا يُعرف مكان فرارهم.